# NIS编码
NIS编码（荷蘭語：NIS-code）是用于比利时区划的文數字编码。该编码于20世纪60年代中期由比利时统计局开发，用于比利时的统计数据处理。其于1970年比利时人口普查首次被使用。

## 编码结构
NIS编码由五位数字组成：
- 首位数字表示省。如果首位数字后面有4个0，则此编码表示整个省，如编码70000表示林堡省。
- 第二位数字表示该省的区。如果前两个数字后面有3个0，则此编码表示整个区，如编码71000表示哈瑟爾特區。
- 最后三位数字表示该区的市镇，如编码71066表示市镇宗霍芬。

## 特例
- 比利时国家的编码为01000。
- 弗拉芒大區的编码为02000，瓦隆大区的编码为03000，布鲁塞尔首都大区的编码为04000。
- 1995年，首位数字为2的布拉班特省被分为弗拉芒布拉班特省与瓦隆布拉班特省，弗拉芒布拉班特省的编码为20001，瓦隆布拉班特省的编码为20002，各区则保留了原有的编码。